# Gyilkos tréfa (film, 2008)
A Gyilkos tréfa (eredeti cím: Amusement) 2008-ban bemutatott amerikai antológia-horrorfilm, melyet John Simpson rendezett. A főbb szerepekben Katheryn Winnick, Laura Breckenridge és Jessica Lucas látható. Ez volt az utolsó film, melyet a Picturehouse cég megjelentetett, 2008-as megszűnése előtt. A film magyar közreműködéssel készült.
Az Amerikai Egyesült Államokban 2009 januárjában adták ki közvetlenül DVD-n.

## Cselekmény

### Bevezető
A film három lány, Tabitha Wright, Shelby Leds és Lisa Swan évkönyves képeinek bemutatásával indul. Mindegyik lányról azt írják az évkönyvben, hogy nagy lehetőség előtt áll. A lányokon kívül a prológus egy meg nem nevezett fiú fényképeit is bemutatja, akit "rendkívül veszélyes" személyként írnak le.

### Shelby
Az autópályán haladva Shelby Leds és barátja, Rob Alerbe lehúzódnak a legközelebbi benzinkútnál tankolni. Egy dzsip és egy kamion is csatlakozik hozzájuk. Shelby egy rémült nőt vesz észre a kamion hátsó részének ablakában. Rob nem látja őt és közli, a kamionos állítása szerint egyedül utazik a járműben. A nő később leugrik a kamionról, egyenesen az autójuk szélvédőjén landolva. A kamion tovább halad, Shelby, Rob és a dzsip sofőrje megállnak segíteni a nőnek. Rob a kamion után ered, felírni a rendszámát, de nem éri utol.
A dzsip vezetője megsérült, Shelby és a nő pedig nyomtalanul eltűnt. Az ismeretlen férfi szerint a kamionos vitte el őket. Együtt elmennek egy régi, elhagyatott házhoz. A sofőr egyedül megy a bejárati ajtóhoz: meghallja, amint a kamionos telefonon beszél, azt állítva, ő a nő apja, és egy rehabilitációs intézetbe vitte volna drogfüggősége miatt. Időközben Rob felfedezi a dzsipben a megkötözött Shelbyt és az idegen nőt. A jármű tulajdonosa meggyilkolja a kamionost egy kalapáccsal, majd visszatér az autóhoz. Rob bezárja az ajtót és megpróbál elmenekülni, ám a slusszkulcs hiányzik. A dzsip gazdája ezt követően betöri az ablakot és végez Robbal is.

### Tabitha
Egy másik helyszínen Tabitha Wright nagynénje házában tölti az éjszakát, unokatestvéreire, Maxre és Dannyre felügyelve. A nő megtudja, hogy a másik bébiszitter, June már rég távozott, bár megállapodásuk szerint meg kellett volna várnia Tabitha megérkezését. Késő este egy Owen nevű férfi, aki azt állítja, June barátja, érkezik a házhoz. Az eltűnt lányt keresi, mivel az hiányzott a pomponlány edzéséről. Tabitha semmit nem tud róla, ezért Owen távozik. A ház felfedezése közben Tabitha egy játékbohócokkal teli vendégszobát talál, és különösen megijed egy hintaszékben ülő, életnagyságú babától. Később a nagynénjével beszél telefonon és megtudja, a családnak nincs ilyen babája. Ezután a bohóc megtámadja Tabithát és a fiúkat, akik szerint a rejtélyes alak Owen. Tabitha segít a fiúknak elmenekülni, mielőtt elrejtőzne a fészerben. Egy szekrényt kinyitva megtalálja June holttestét. A bohóc belép a helységbe, nevetése a korábbi dzsipsofőréhez hasonlít.

### Lisa
Valamikor korábban, Lisa Swan és barátja, Dan keresni kezdi a lány szobatársát, Catet, aki az előző éjszakai parti során eltűnt. Egy régi hotelbe mennek, ahol Cat meg akart szállni. Lisa megpróbál bejutni, de a maszkot viselő gondnok nem engedi be az épületbe. Meggyőzi Dant, hogy egészségügyi ellenőrnek kiadva magát nézzen körül odabent. Miután beengedik, a házvezető megmutat Dannek egy régi zenelejátszót és arra biztatja, játssza le, mert a végén van egy meglepetés. Dan ezt megteszi és a dal befejeztével egy kés repül ki a hangszóróból, egyenesen Dan szemébe szúródva. Mivel nem tudott Dannel kapcsolatba lépni, Lisa beoson a házba és találkozik egy látszólag siket férfival. Ő elvezeti egy ágyakkal teli szobába, amelyek matracaiba holttestek vannak rejtve. Lisa végül az egyik ágy matracában megtalálja az életben lévő Catet. Amikor azonban megpróbálja kiszabadítani, a siket férfi megtámadja Lisát és kiderül, hogy ő volt a gyilkos.

### A Briar Hills-i kapcsolat
Egy rendőrségi kihallgatóhelyiségben az életben lévő, de sokkos állapotba került Tabitha látható. Amikor a nő nem válaszol kérdésekre, egyedül hagyják. Ezután Tabitha visszaemlékezik gyermekkorára, ahol ő, Shelby és Lisa a Briar Hills Általános Iskola diákjai voltak. Miután feladatuk az volt, hogy cipősdobozokban miniatűr csendéleteket alkossanak, amelyek egy kukucskálón keresztül tekinthetők meg, egy osztálytársuk – a bevezetőből meg nem nevezett fiú – mindenáron látni akarta műveiket. Utána megmutatta Tabithának a sajátját: Egy kikötözött és részben felboncolt patkányt, látható belső szervekkel. Ekkor világossá vált, hogy a fiú őrült.
Tabithát ezután egy terapeuta hallgatja ki, aki Shelbyről és Lisáról kérdezi. Amikor Tabitha elmondja, hogy mind a Briar Hills-be jártak és barátok voltak, de évek óta nem látták már egymást, a terapeutának eszébe jut egy olyan betege, aki szintén ebben az iskolában tanult. Rádöbbenve az összefüggésekre értesíti Tabithát, hogy Lisa és Shelby szintén az épületben vannak. Tabitha kimegy a szobából és rájön, nem a rendőrségen tartózkodik. Holtan találja a terapeutát és látja a felé közeledő rendőrségi kihallgatót, aki végig maga volt a gyilkos.
Tabitha az alagsorba menekül, ahol két üvegfalat csapdájába esik. Egyik oldalt Shelbyt, a másikon pedig Lisát látja kikötözve és a patkányhoz hasonlóan kipreparálva. A gyilkos megpróbálja megölni őket, de kiderül, a két lány végig sértetlen volt. Ahogy Shelbyt meg akarja ölni a gyilkos, Tabitha nevetni kezd rajta, emiatt a gyilkos kinyitja az üvegfalat és közelíteni kezd felé. Tabitha a nyakába szúr egy szikét, majd kiszabadítja barátnőit a fogságból. Menekülés közben Lisa és Shelby életüket vesztik, míg Tabitha egy létrán keresztül a fészerhez jut ki. Elrejtőzik egy olyan szobában, ahol a három nő elrablására szolgáló kellékek vannak. A gyilkos meglepi őt, amikor betekint a kukucskálón keresztül, és közli vele, egy teherautó hátsó részében van: ez ugyanannál a régi háznál található, ahol Rob meghalt. A gyilkos vezetni kezdi a járművet, de az nemsokára lefullad. Tabitha megragad egy tüskés fegyvert és amikor a gyilkos újra benéz a kukucskálón, végzetesen megsebesíti vele.
Tabitha beszáll a teherautóba és elhajt vele. Narrátorként elmeséli, hogy gyerekként kinevették a számukra röhejesnek tűnő gyilkost. Miután a fiút intézetbe vitték, azt hitték, az elfelejti majd őket, de nem így történt. Végül megjegyzi: bár túlélte az incidenst, képtelen kiverni a fejéből a gyilkos nevetését.

## Szereplők
| Szerep         | Színész            | Magyar hang       |
| -------------- | ------------------ | ----------------- |
| A gyilkos      | Keir O’Donnell     | Fekete Zoltán     |
| Tabitha Wright | Katheryn Winnick   | Nemes Takách Kata |
| Shelby Leds    | Laura Breckenridge |                   |
| Lisa Swan      | Jessica Lucas      |                   |
| Rob Alerbe     | Tad Hilgenbrink    | Hamvas Dániel     |
| pszichiáternő  | Rena Owen          |                   |
| Dan            | Reid Scott         |                   |

## A film készítése
A filmet nagyrészt Magyarországon vették fel, magyar stábbal. Budapesten, Esztergomban, Turán, Magyarországon kívül pedig Los Angelesben forgattak.